# Wirsberg (Adelsgeschlecht)

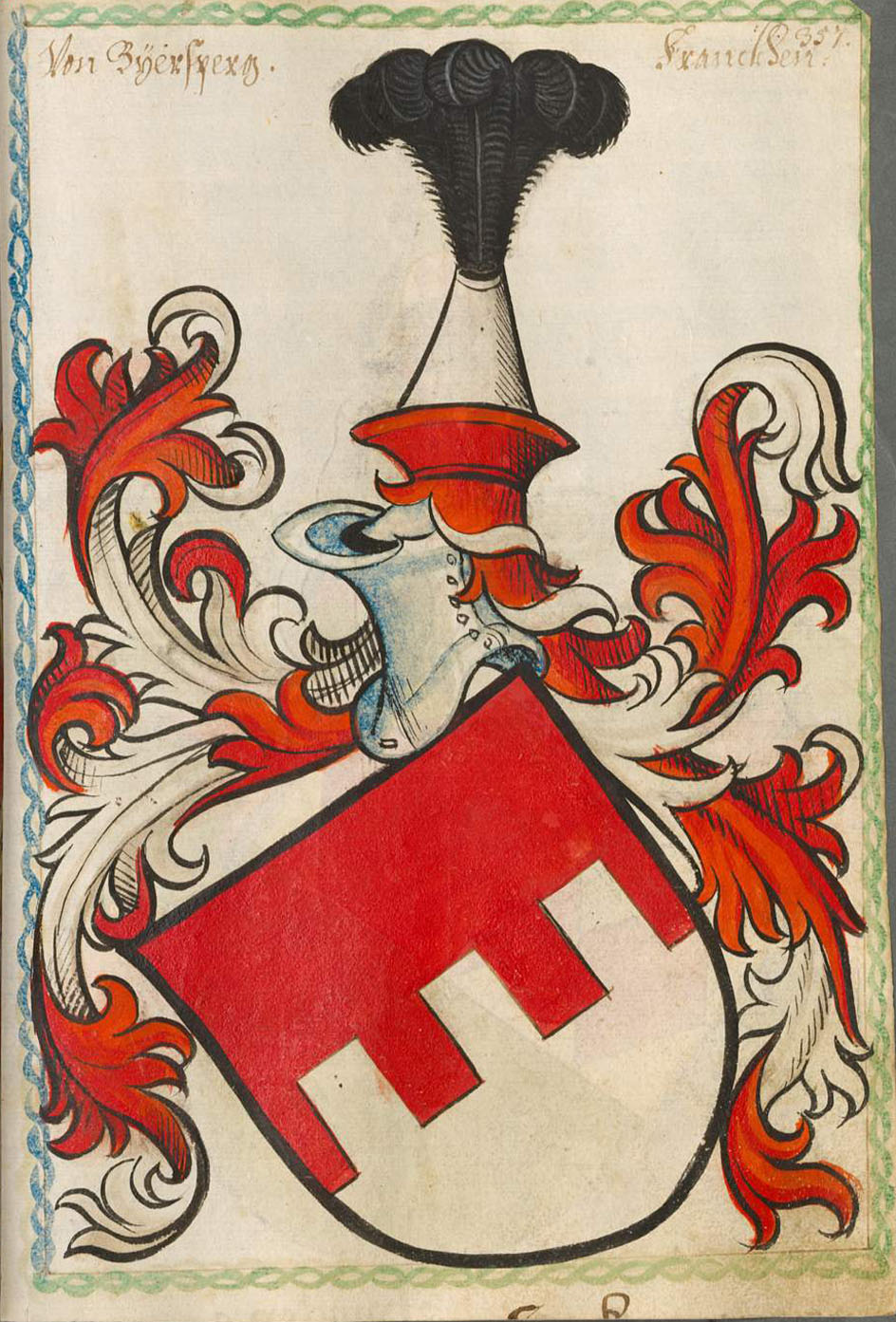
Wappen nach dem Scheibler’schen Wappenbuch

Die Familie von Wirsberg ist ein altes fränkisches Adelsgeschlecht.

## Geschichte

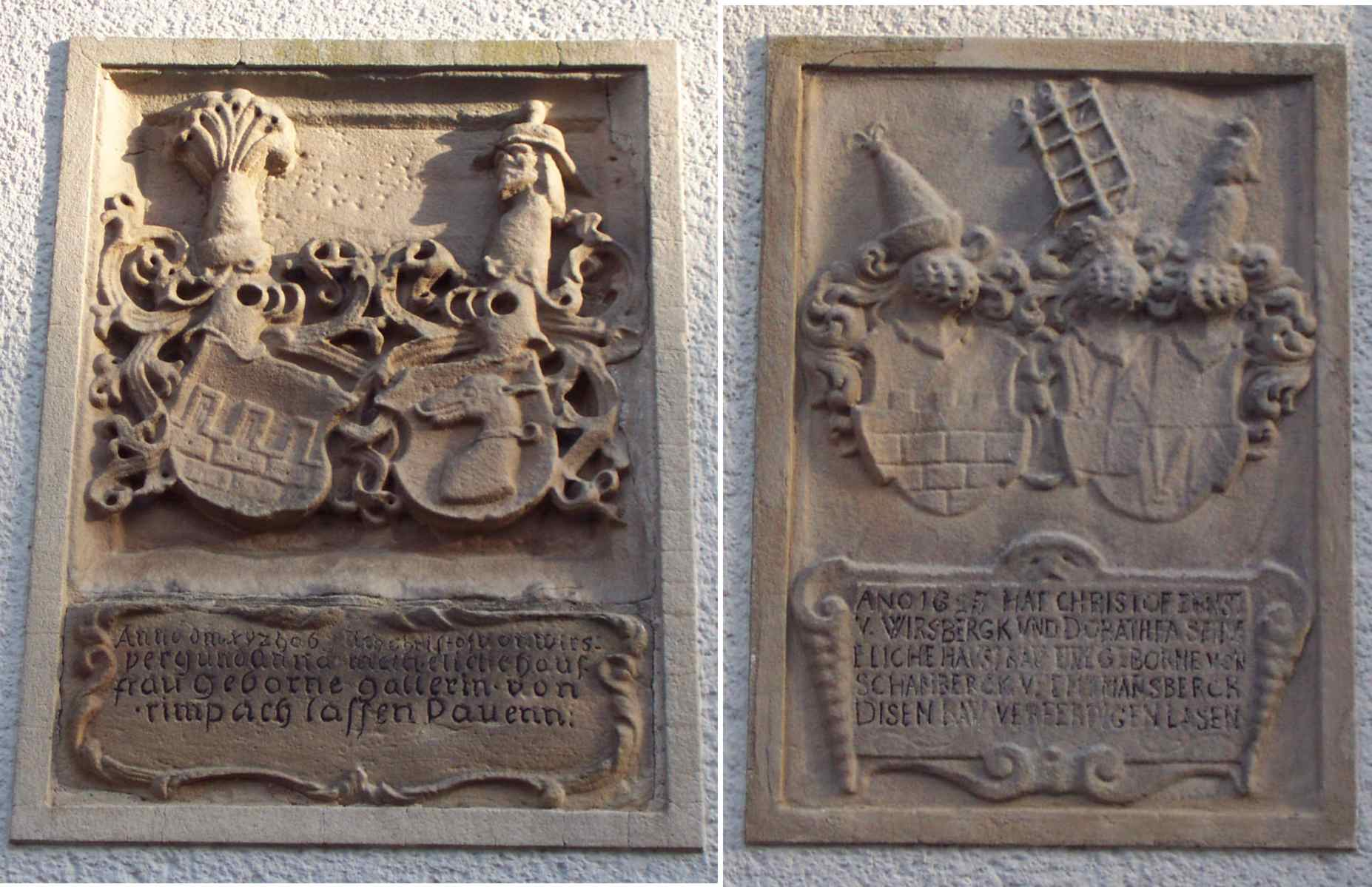
Wappensteine am ehemaligen Schloss (heute Kindergarten) in Lanzendorf – Links: Wappen der Wirsberg und Galler von Rimpach – Inschrift: „Anno dm xvi [1516] hab ich Christof von Wirsperg und anna mein ehelich Hausfrau geborene gallerin von rimpach lassen Pauen“. Rechts: Wappen der Wirsberg und Schaumberg – Inschrift: „Anno 1625 hat Christoph Ernst von Wirsbergk und Dorothea sein eheliche Hausfrau eine geborene Schamberck vf Entmannsberck disen Bau verfertigen lassen“. Bei den Wappensteinen handelt es sich wahrscheinlich um Spolien von Vorgängerbauten. Das heutige Gebäude ist am Portalgewände mit der Jahreszahl „1719“ bezeichnet.

### Der Ursprung und der Stammsitz Lanzendorf
Wohl gegen Ende des 12. Jahrhunderts erwarben die Herzöge von Andechs-Meranien den walpotischen Besitz um Trebgast, Berneck und Marktleugast. Dort wo die Taleinschnitte der Schorgast und der Koser (Schorgast)|Koser den Aufstieg auf die Frankenwaldhochfläche ermöglichten, ließen die Andechs-Meranier durch ihre Ministerialen eine Burg errichten, deren Name 1234 zum ersten Mal als „Wirtesperc“ auftauchte. Ein 1203 erstmals genannter „Eberhard hospes“ erschien vier Jahre später als andechs-meranischer Ministeriale. Sein Beiname hospes, das lateinische Wort für Wirt, lässt ihn als den wahrscheinlichen Gründer der Burg Wirsberg und als Stammvater der gleichnamigen Familie erscheinen. Gemeinsam mit den Förtsch von Thurnau und den Herren von Wallenrode lassen sich die Wirsberger auf einen 1149 im Giechburgvertrag genannten „Eberhard de Briscwizze“ (Oberpreuschwitz bei Bayreuth) zurückführen.
Die Burg Wirsberg war nie im Eigen- oder Lehensbesitz der nach ihr benannten Ministerialen-Familie. Sie ging vielmehr nach dem Tod des letzten Andechs-Meraniers 1248 – gemeinsam mit der Herrschaft Plassenberg – in den Besitz der Grafen von Orlamünde über und gelangte von diesen 1340 an die hohenzollerischen Burggrafen von Nürnberg. Als Stammsitz der Wirsberger ist vielmehr die Burg Lanzendorf zu betrachten. 1303 erhielt Heinrich von Wirsberg vom Würzburger Bischof das Patronat über die Lanzendorfer Kirche zu Lehen. Nach einem Henneberger Lehensverzeichnis von 1317 hatten die Wirsberger zahlreiche Zehnten, darunter in Lanzendorf, Marktschorgast, Grafendobrach, Goldkronach und Gesees zu Lehen, die aus dem Erbe der Andechs-Meranier an die Grafen von Henneberg gelangt waren. 1339 erschienen die Brüder Eiring und Konrad von Wirsberg als „gesessen zu Lanzendorf“. Lanzendorf blieb bis zum Aussterben der Familie mit dem Tod von Philipp Christian von Wirsberg im Jahr 1687 (10. April) im Besitz der Wirsberger.

### Verbreitung im heutigen Oberfranken
Mit der wachsenden Bedeutung der Familie dehnte sich auch deren Besitz nach und nach über die Grenzen ihres ursprünglichen Tätigkeitsgebietes aus. Eduard Margerie, der sich intensiv mit der Geschichte der Wirsberger beschäftigte, trug in dreißigjähriger Tätigkeit mehr als 300 Orte zusammen, in denen die Herren von Wirsberg Besitz hatten oder wo sie als herrschaftliche Beamte beschäftigt waren. Zu den wichtigsten Orten im heutigen Oberfranken zählten neben Wirsberg und Lanzendorf:

Der Grabstein für Sigmund II. von Wirsberg auf Glashütten und dessen Ehefrau Cordula, geb. von Redwitz in der Kirche zu Mistelgau

#### Glashütten
1426 verlieh Markgraf Friedrich I. von Brandenburg das Gut Glashütten dem Ritter Friedrich von Wirsberg und dessen Sohn Albrecht. Rund fünfzig Jahre später wurde Soldan von Wirsberg beschuldigt, einem „Reithans“ genannten Räuber und seinen Spießgesellen Unterschlupf in Glashütten gewährt zu haben. 1472 eroberte der Bayreuther Ritterhauptmann Appel von Lichtenstein das Schloss Glashütten. 1476 empfing Soldan von Wirsberg auch einen Teil von Lanzendorf, dem Stammschloss der Familie, von Markgraf Albrecht Achilles von Brandenburg zu Lehen. Als Geschlechtsältester erhielt er auch das Patronatsrecht über die Lanzendorfer Kirche und hatte alle „umgehenden Lehen“ zu verleihen. 1519 und 1531 erwarb Sigmund I. von Wirsberg das Burggut Frankenhaag aus dem Besitz von Hans und Christoph Hainold und vereinigte es mit dem Gut Glashütten. Damals unterstützte der Glashüttener Schlossherr auch den berüchtigten Raubritter Thomas von Absberg, konnte sich dem Schwäbischen Bund gegenüber, als sich dieser 1523 auf einer Strafexpedition gegen den Absberger und seine Helfer befand, herausreden. So konnte er Glashütten vor der Zerstörung bewahren. Sigmund von Wirsbergs gleichnamiger Sohn diente dem Markgrafen Albrecht Alcibiades als Landsknechtsführer. Am 21. Juni 1553 wurde sein Schloss Glashütten von bambergischem und nürnbergischem Kriegsvolk zerstört. Friedrich von Wirsberg, der 1504 in Glashütten geboren und 1558 zum Fürstbischof von Würzburg gewählt worden war, unterstützte seinen Verwandten beim Wiederaufbau des Schlosses. Mit Sigmund II. von Wirsberg starb die Glashüttener Linie der Familie am 8. März 1575 aus. Sein Grabmal ist in der Kirche von Mistelgau erhalten geblieben.

#### Neudrossenfeld
Schon im 14. Jahrhundert ist Besitz der Wirsberger in Drossenfeld nachgewiesen. 1494 verkaufte Heinz von Rüsenbach seinen Sitz in Drossenfeld samt einem Hof, sieben Sölden und mehreren Weihern an Sigmund von Wirsberg aus der Glashüttener Linie der Familie. 1505 vergrößerte dessen gleichnamiger Sohn seinen Besitz um sieben weitere Sölden und Weiher. Im Landbuch der Herrschaft Plassenberg von 1531 heißt es, „dem Sigmund von Wirsberg gehören (in Drossenfeld) als Lehen ein Edelmannssitz, ein Gutshof, 13 Haushalte, die Dammühle, Viehhof, Bräuhaus und eine Schäferei“. 1558 erhielt German von Wirsberg das Gut Drossenfeld mit 18 Lehengütern dort, Lehenstücken in Ködnitz, Ploss, Dreschen, Altdrossenfeld und Hornungsreuth sowie einen Hofanteil in Forstlahm bei Kulmbach von Markgraf Georg Friedrich zu Brandenburg zu Lehen. Weil sich die Familie meist in Glashütten aufhielt, verfiel das Rittergut Drossenfeld. 1584 verkaufte es Christoph Sigmund von Wirsberg an Markgraf Georg Friedrich.

#### Weiterer Besitz in Oberfranken
Weitere Orte in Oberfranken waren Burg Rabenstein, die Warte auf dem Schneeberg, die um 1500 von den Wirsbergern fertiggestellte Burg Hohenberneck und Schloss Windischlaibach.

### Verbreitung im Egerland und Böhmen

#### Höflas und Lehenstein
Am 16. März 1430 schrieb Lewin II. einen Brief an seinen Bruder Vinzenz, den damaligen Deutschordenskomtur in Kalau und schilderte darin die Ereignisse des Hussiteneinfalls in Franken im Winter 1429/30. 1437 belehnte Kaiser Sigmund Janko, Lewin II. und Vinzenz mit dem von deren Vater, Lewin I. von Wirsberg, hinterlassenen Rittersitz und fünf Gütern in Lorenzreuth bei Marktredwitz. Dazu kam das Dorf Korbersdorf, das sie von Markgraf Friedrich I. im selben Jahr zu Lehen erhielten. Während Vinzenz von Wirsberg Deutschordensritter wurde, trat Janko bei den Franziskanern in Eger (heute Cheb) ein. 1446 verkaufte Lewin seinen Besitz bei Marktredwitz und siedelte ebenfalls ins Egerland über, wo er 1447 Pfandinhaber von Lehenstein (heute Chlumecek) und wenig später Besitzer des Gutes Höflas (Höflasgut, heute Dvorecek bei Franzensbad) war. Lewin und sein Bruder Janko ließen sich von den Predigten des Johannes’ von Capistrano und des 1451 in Eger nachweisbaren Hussitenpredigers Jan Rokycana begeistern und verbreiteten selbst häretische Lehren. 1466 wurden Janko und Lewin vor das Ordinariat in Regensburg zitiert, sie folgten aber dieser Aufforderung nicht. Während Janko spurlos verschwunden war, wurde Lewin an Regensburg ausgeliefert, musste zu Pfingsten 1467 seinen Irrlehren abschwören und starb bald darauf in der Haft auf der bischöflichen Burg Hohenburg. Magdalena, Lewin von Wirsbergs Witwe, saß gemeinsam mit ihren Söhnen Lorenz und Hans zu Höflas. 1486 verkauften sie Lehenstein an Hans Kestler. 1487 wurde Lorenz von Wirsberg mit vier sächsischen Lehen zu Kropitz belehnt. Sein Sohn Hans veräußerte den Besitzkomplex Höflas 1526 an den Grafen Hieronimus Schlick.

Das Grabmal für Kaspar von Wirsberg († 1607) in der Friedhofskirche von Wildstein (Skalná)

#### Wildstein
Wolff von Wirsberg, der Sohn Albrechts von Wirsberg zu Stockenfels, erwarb 1531 um 7000 Gulden die Herrschaft Wildstein von Albrecht Graf Schlick. Er erweiterte die Herrschaft Wildstein durch den Erwerb eines Hofes in Voitersreuth (heute Vojtanov) und teilte den Besitz in die Gutsherrschaften Ober- und Unter-Wildstein. 1545 gelang es ihm, auch das böhmische Kronlehengut Fleißen (heute Plesná) samt der Hoch- und Niedergerichtsbarkeit zu erwerben und mit der Herrschaft Wildstein zu vereinigen. Er übernahm auch das benachbarte Gut Altenteich (heute Starý Rybnik), das sich bereits 1507 im Besitz eines Stefan von Wirsberg befand, und brachte auch Höflas wieder in den Besitz der Familie.
Nach seinem Tod teilten seine Söhne 1561 den ererbten Besitz unter sich auf: Hans Caspar erhielt Höflas, Hans Abraham das Gut Altenteich und Hans Adam und Hans Berthold teilten sich die Herrschaft Wildstein. 1581 verkaufte Hans Adam sein Gut Ober-Wildstein an seinen Vetter Soldan von Wirsberg, der bisher in Waldthurn in der Oberpfalz ansässig war. Hans Adam zog „uff ein Neues gebeud“, das Neue Schloss in Altenteich. Hans Berthold, der 1571 auf der Hochzeit des Junkers Jobst von Reitzenstein einen Edelmann, den Lamminger genannt, erstach, saß bis zu seinem Tod 1592 in Unter-Wildstein.
Da Hans Berthold keine Kinder hinterlassen hatte, traten die vier Söhne seines Bruders Hans Caspar sein Erbe an. Caspar von Wirsberg, der älteste von ihnen, zahlte seine Brüder aus und bewohnte bis zu seinem Tod am 7. September 1607 das Schloss Unter-Wildstein. Seine letzte Ruhestätte fand er in der von ihm neu erbauten Friedhofskirche in Wildstein, wo sich sein Grabmal erhalten hat. Soldan von Wirsberg, der Besitzer von Ober-Wildstein, starb 1593 in Waldthurn und setzte seinen in Waldau in der Oberpfalz ansässigen Vetter Georg Christoph von Wirsberg zum Erben ein. Dieser verkaufte seinen Anteil an der Herrschaft Wildstein 1597 an Hans Endres von Trautenberg, der vorher bereits Altenteich von Wolf Joseph von Wirsberg an sich gebracht hatte. Caspar von Wirsbergs einzige Tochter Polixena verehelichte sich mit Abraham von Trautenberg und brachte diesem Unter-Wildstein in die Ehe ein. Somit war Wildstein in den Besitz der Familie von Trautenberg übergegangen.

#### Weiterer Besitz im Egerland (Böhmen)
Sorghof

#### Weitere Besitzungen in anderen Regionen
Oberpfalz: Burg Schellenberg, Burgruine Stockenfels

## Persönlichkeiten
- Johannes von Wirsberg, Abt des Klosters Waldsassen
- Konrad von Wirsberg, markgräflicher Hauptmann
- Magdalena von Wirsberg († 23. April 1522), Äbtissin im Kloster Himmelkron von 1499 bis 1522
- Wolf von Wirsberg, markgräflicher Hauptmann
- Friedrich von Wirsberg (* 1507; † 10. November 1573) war von 1558 bis zu seinem Tod 1573 Fürstbischof von Würzburg.
- Vincenz von Wirsberg, Deutschordensritter

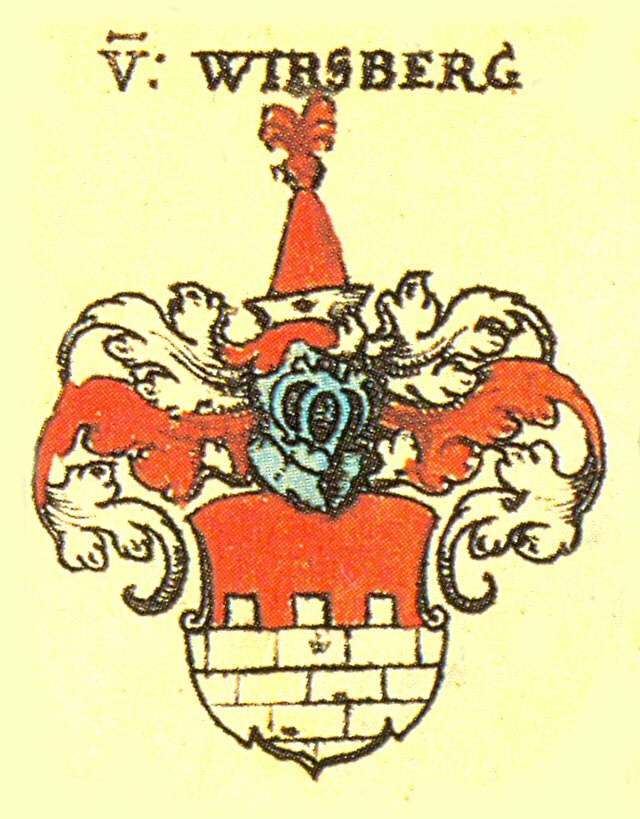
Wappen der Familie von Wirsberg nach Siebmachers Wappenbuch von 1605

## Wappen
Das Wappen ist durch Zinnenschnitt von Rot über Silber geteilt. Auf dem Helm mit rot-silbernen Decken ein silber gestulpter, oben mit fünf roten (oder schwarzen) Straußenfedern besteckter roter Spitzhut.
Das Gemeindewappen von Wirsberg erinnert zwar nicht an das gleichnamige Geschlecht, jedoch gibt andere Gemeinden, die Elemente des Wappens der Wirsberger ins Gemeindewappen aufgenommen haben.

Gemeindewappen von Neudrossenfeld
Gemeindewappen von Himmelkron
Gemeindewappen von Glashütten
Gemeindewappen von Georgenberg

### Lewin und Janko von Wirsberg – Ketzer und Apokalyptiker
Die Brüder Lewin II. (auch Levin oder Livin) und Janko (auch Johannes) sind im 15. Jahrhundert als „ketzerische Apokalyptiker“ in Erscheinung getreten. Sie sind Söhne des Lewin I. und hatten einen weiteren Bruder Vinzenz, der als Komtur von „Gollup“ im Deutschen Orden Karriere machte und mit den Lehren seiner Brüder kaum in Verbindung stand.
1437 belehnte Kaiser Sigmund Janko, Lewin II. und Vinzenz, mit dem von deren Vater, Lewin I. von Wirsberg, hinterlassenen Rittersitz und 5 Gütern in Lorenzreuth bei Marktredwitz. Dazu kam noch das Dorf Korbersdorf, welches sie von Markgraf Friedrich I. im selben Jahr zu Lehen erhielten. 1446 verkauft Lewin seinen Besitz bei Marktredwitz und siedelte ins Egerland über, wo er sich 1447 als Pfandinhaber von Lehenstein (heute Chlumecek) und wenig später als Besitzer des Gutes Höflas (Höflasgut, heute Dvorecek, bei Franzensbad) findet.
Lewin und sein Bruder Janko, ein Franziskaner in Eger (heute Cheb), ließen sich von den Predigten Johannes’ von Capistranos und des 1451 in Eger nachweisbaren Hussitenpredigers Jan Rokycana begeistern und verbreiteten bald selbst Häresien. Janko von Wirsberg verkündete für das Jahr 1467 die Ankunft des gesalbten Erlösers, der das dritte und letzte Testament verkünden würde. Dies würde zu einem vollständigen spirituellen Verständnis des christlichen Glaubens führen und den Papst als Antichristen entlarven. Ein göttliches Strafgericht würde zu einem Blutbad unter den weltlichen und geistlichen Herrschern führen, allein die Bettelorden würden verschont bleiben.
1466 sendete Janko von Wirsberg seine Lehren an den Provinzial der Minoriten in Freiberg. Statt der erhofften Unterstützung stellte dieser 72 ketzerische Äußerungen fest. Nachdem auch der päpstliche Legat und Bischof von Lavant Rudolf von Rüdesheim seine Besorgnis über das Umsichgreifen der Lehren beim Regensburger Bischof Heinrich IV. von Absberg vorbrachte, verloren die Wirsberger allmählich ihre Gönner, vorrangig die Stadt Eger, die sich vor drohenden Strafen fürchtete. Auch der angeschriebene böhmische König Georg von Podiebrad distanzierte sich.
1466 wurden Janko und Lewin zum Ordinariat in Regensburg zitiert; sie folgten dieser Aufforderung jedoch nicht. Während Janko spurlos verschwand und nach 1467 nirgends mehr erwähnt wurde, wurde Lewin an Regensburg ausgeliefert. Er musste zu Pfingsten 1467 seinen Irrlehren abschwören und starb bald darauf in der Haft auf der bischöflichen Burg Hohenburg, wo er kurz zuvor sein Geständnis widerrief. Der Deutschordensritter Vinzenz nahm sich Witwe und Kindern an. Magdalena, Lewin von Wirsbergs Witwe, saß gemeinsam mit ihren Söhnen Lorenz und Hans zu Höflas. 1486 verkauften sie Lehenstein an Hans Kestler. Der brandenburgische Lehensträger Sebastian von Wirsberg nahm den Prozess gegen Lewin zum Anlass eine Fehde gegen den Bischof und die Stadt Regensburg zu führen, die bis in den Sommer 1469 andauerte. Die Lehren von Janko und Lewin überlebten ihre Prediger nur kurze Zeit.